# Aphanodomus terebellae
Aphanodomus terebellae is een eenoogkreeftjessoort uit de familie van de Xenocoelomatidae. De wetenschappelijke naam van de soort is voor het eerst geldig gepubliceerd in 1878 door Levinsen.